# Lagărul de concentrare Vapnearka
În Al Doilea Război Mondial, la Vapnearka, în Guvernământul Transnistriei, a funcționat un lagăr de concentrare administrat de Regatul României (făcând parte din planul de purificare etnică a Mareșalului Ion Antonescu).
În anul 1941, aici au fost aduși 1.000 de evrei, majoritatea din orașul Odesa. Aproximativ 200 au murit de tifos, iar alții au fost împușcați de jandarmi. 
În anul 1942, 150 de evrei bucovineni au fost aduși aici, dar și alti 1,046 evrei din teritoriul Vechiului Regat. Jumătate au fost suspectați ca fiind comuniști, dar 554 au fost arestați fără un motiv întemeiat. 130 erau PCRiști, 200 erau social-democrați, existând de asemenea și troțkiști și sioniști.
O echipă de doctori condusă de dr. Arthur Kessler din Cernăuți a constatat condițiile inumane din lagăr, pacienții având diferite boli (de exemplu latirism). Prizonierii au declarat astfel greva foamei. Autoritățile le-au permis evreilor bucureșteni să-i trateze, dar 117 evrei au rămas paralizați toată viața. 
În martie 1943, 427 de prizonieri evrei erau reținuți fără vreo acuzație. În luna octombrie a aceluiași an, văzând că Armata Roșie se apropie de Transnistria, autoritățile au hotărât lichidarea lagărului. 80 de evrei au fost repartizați în alte ghettouri din Transnistria. 54 de evrei comuniști au fost trimiși în Rîbnița, unde au fost executați de trupe SS. Alți 565 au fost trimiși în Târgu Jiu, unde au stat până la căderea regimului antonescian.
Politicianul comunist Simion Bughici este un supraviețuitor al lagărului Vapnearka. 